# Kamień (Basses-Carpates)
Pour les articles homonymes, voir Kamień.
Kamień est une localité polonaise, siège de la gmina de Kamień, située dans le powiat de Rzeszów en voïvodie des Basses-Carpates.